# 茶商
茶商（ちゃしょう）は、茶を商品として扱う商人や会社のこと。製茶問屋とも。
現代の茶商は、荒茶の特性を見極めて仕入れ、火入れ、合組（ブレンド）を行い、茶を仕上げ販売する。

## 歴史
華厳宗の僧である明恵上人（1173-1232年）は、京都栂尾の高山寺に茶を植え、茶を奨励した。これが最古の茶園とされ、栂尾のお茶を「本茶」とし他のお茶と区別した。このころの茶葉は寺院や僧が扱うものであり、商人が扱うものではなかった。鎌倉末期から南北朝時代にかけては、寺院を中核とする茶園は京都から広がり、伊勢、伊賀、駿河、武蔵でも栽培されるようになった。南北朝時代でも栂尾の茶が一番とされたが、南北朝から室町時代にかけて公家や僧の記録の中に宇治茶が贈呈用として扱われていたことが見え、やがて宇治茶の評価が栂尾茶と肩を並べるほどとなり、室町時代中期に宇治茶が最高の評価を得るようになり、江戸時代の宇治には茶師と呼ばれ茶園（茶農園）を経営し顧客に茶を売る茶商がいた。宇治茶師は江戸時代に宇治の市街（今の宇治橋商店街）を中心に屋敷を構えるようになり、江戸幕府から特権を認められ、将軍に献上するため新茶の季節に良質の茶葉を壺に詰める作業を行うほか、各茶師は大名など全国の有力者を顧客に持ち宇治茶の流通・販売を担っていた。
1781年（天明元年）、竹茗堂が茶と茶器の専門店として駿河国の七間町（現在の静岡市七間町）で創業。
久留米藩上妻郡福島町には宝永年間（1704年-1710年） に創業した矢部屋が山産物商として様々な品を扱っていたが、幕末に長崎で茶貿易が盛んになると1865年（慶応元年）に福岡の八女に移り、茶に特化した専門問屋を開き、矢部屋八代許斐寅五郎、製茶問屋 初代となった。明治初期はこの地でアメリカへの輸出を急ぐあまり乾燥が不十分な粗悪品が輸出されアメリカで輸入禁止措置までとられる事態になったが、矢部屋 許斐本家は、技術改良に努力し、明治期に初代久吉が良質の茶を見出し八女茶と名付け、二代目久吉の代で八女の特産品や高級茶ブランドとすることに成功した。